# Antananarivo tartomány
Antananarivo tartomány Madagaszkár központi tartománya volt 1965-től a 2009-ben életbe lépett új közigazgatási rendszerig. Területe 58,283 km², lakossága 4 580 788 volt 2001 júliusában. Székhelye az ország fővárosa, Antananarivo volt. A 2009-es közigazgatási reform jegyében az addigi 6 tartomány helyébe 22 régió lépett.

## Az egykori tartomány kerületei
- Analamanga kerület (kék):
  - 2. Ambohidratrimo
  - 3. Andramasina
  - 4. Anjozorobe
  - 5. Ankazobe
  - 6. Antananarivo-Atsimondrano
  - 7. Antananarivo-Avaradrano
  - 8. Antananarivo-Renivohitra
  - 16. Manjakandriana
- Bongolava kerület (barna):
  - 15. Fenoarivobe
  - 19. Tsiroanomandidy
- Itasy kerület (zöld):
  - 12. Arivonimamo
  - 17. Miarinarivo
  - 18. Soavinandriana
- Vakinankaratra kerület (narancs):
  - 1. Ambatolampy
  - 9. Antanifotsy
  - 10. Antsirabe Rural
  - 11. Antsirabe Urban
  - 13. Betafo
  - 14. Faratsiho